# Przygody Munhausena
Przygody Munhausena (ros. Приключения Мюнхаузена) – radziecki serial animowany. Adaptacja utworu Rudolfa Erich Raspe Przygody barona Münchhausena. W 1995 powstał kolejny film z serii pt. Wołk w upriażkie.

## Wersja polska
W Polsce serial był emitowany w 1999 roku na kanale TVP Regionalna.

## Filmy z serii
- 1973: Między krokodylem a lwem[2] (Между крокодилом и львом)[3]
- 1973: Celny strzał[4] (Меткий выстрел)[5]
- 1974: Павлин[6]
- 1974: Wyspa cudów[7] (Чудесный остров)[8]
- 1995: Волк в упряжке

## Obsada (głosy)
- Siergiej Cejc jako Baron Münchhausen
- Grigorij Szpigiel
- Garri Bardin
- Wiktor Siergaczow
- Wiaczesław Bogaczow
- Rogwołd Suchowierko

## Literatura
- Sef R., Wyspa cudów: Bajka filmowa, Biuro Propagandy Radzieckiej Sztuki Filmowej, Związek Filmowców ZSRR, 1982[9].